# Gerhard Hopf

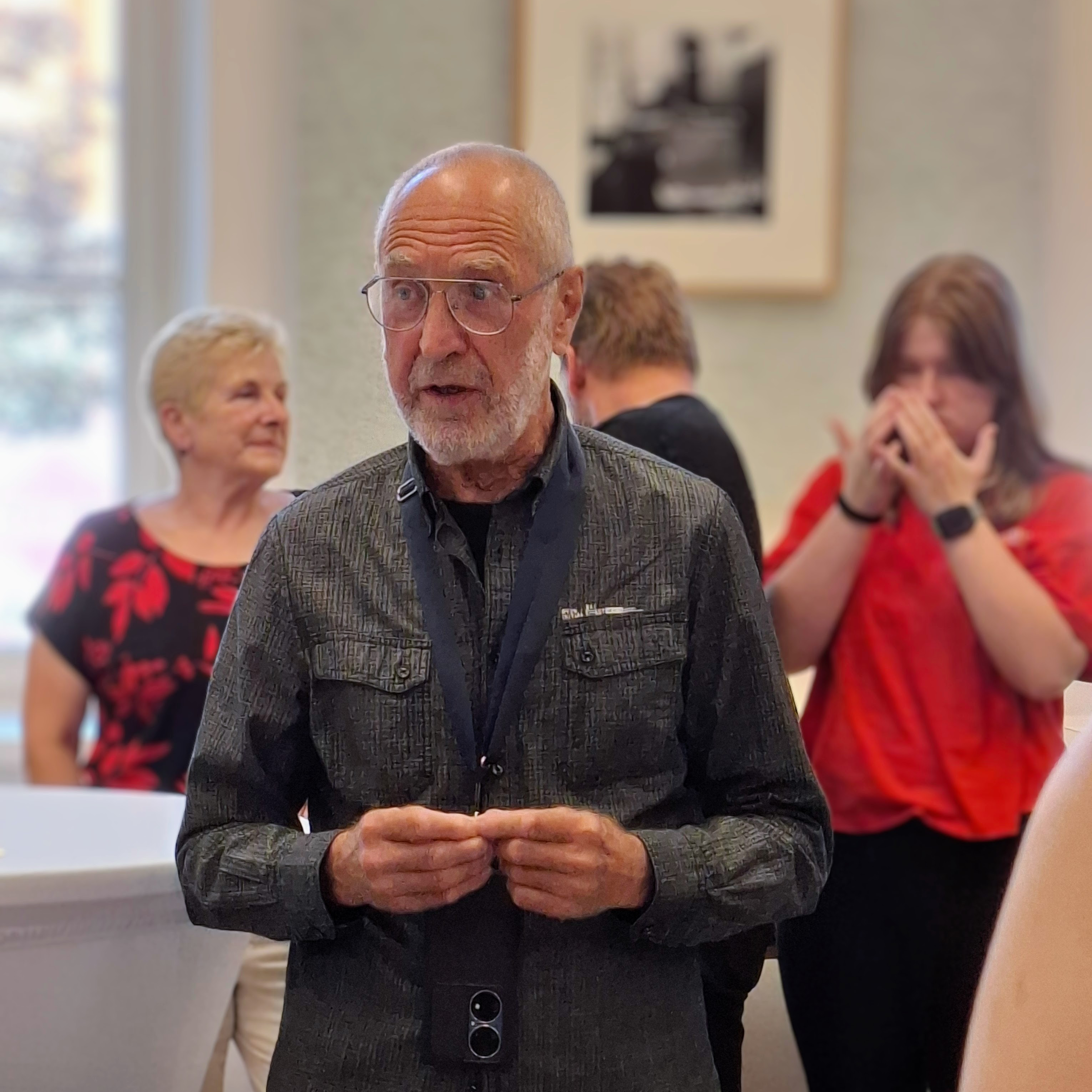
Gerhard Hopf 2024

August Gerhard Hopf (* 29. August 1946 in Völkershausen) ist ein deutscher Fotograf und Fotografiker.

## Werdegang
Hopf wurde 1964 in den Fotografie-Zirkel in Torgau berufen. 1966 bis 1971 studierte er Fotografie an der Hochschule für Grafik und Buchkunst in Leipzig (HGB). Kurz darauf hatte Hopf eine der ersten größeren Ausstellungen seiner Werke im VEB Flachglaskombinat Torgau. Von 1971 und 1973 war er Aspirant und dann bis 1981 künstlerischer Assistent für das Grundlagenstudium der Fotografie an der HGB. Ab 1981 war er freiberuflich für Presse, Industrie und Verlage tätig und fotografierte im Auftrag zahlreiche Veranstaltungen.
Hopf war bis 1990 Mitglied des Verbands Bildender Künstler der DDR.
Von 1991 bis 2005 war Hopf fester freier Mitarbeiter der Pressestelle des Mitteldeutschen Rundfunks Leipzig. Dabei fertigte er Fotografien für Funk, Fernsehen, Firmenpublikationen und die Öffentlichkeitsarbeit des MDR an.
2021 nahm das Stadtarchiv Leipzig mit über 2100 Schwarz-Weiß-Negativen einen bedeutenden Teil von Hopfs Werken in den Bestand auf.

## Privatleben
Hopf lernte seine Frau Regine Illgen (* 1950) in Karl-Marx-Stadt kennen; sie heirateten 1974 und bekamen zwei Kinder, Sebastian (* 1975) und Georg (* 1979) Hopf – beide sind oftmals Bestandteil von Hopfs Werken gewesen. Er hat sie beispielsweise im Leipziger Börsenblatt für den Deutschen Buchhandel publizieren lassen. In den 1970er Jahren zog die Familie nach Leipzig in eine kleine Einraumwohnung. 1975 erwarben sie ein Grundstück in Baalsdorf, auf welchem sich eine alte Gartenlaube befand. Nach Renovierung und Ausbau schufen sie in den folgenden Jahren ein Wohnhaus, in welchem sie bis heute leben.

## Fotografie

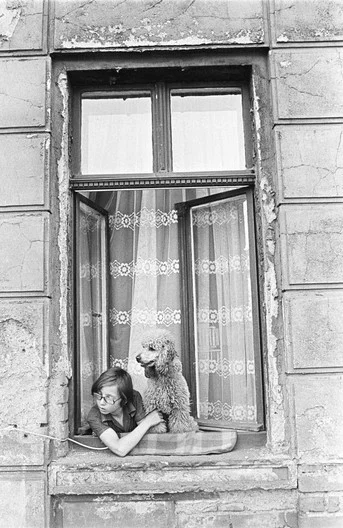
Kind mit Hund aus dem Fenster blickend, Fotografie von Gerhard Hopf, Leipzig 1982

Ein Großteil von Hopfs Fotografien sind aus beziehungsweise über Leipzig. Sie wurden deshalb oftmals in den Leipziger Blättern veröffentlicht. Er hielt Veranstaltungen wie die Leipziger Buchmesse, den Leipziger Buchmarkt oder die Internationale Buchkunst-Ausstellung fest. Darüber hinaus schuf er viele Porträts bekannter deutscher Schriftsteller, darunter Günter Grass, Stephan Hermlin, Sarah Kirsch, Erich Loest, Hildegard Maria Rauchfuß, Helmut Richter oder Roger Rössing. Auch bildende Künstler wie Helmut Newton, Egbert Herfurth, Ulrich Hachulla, Alexandra Müller-Jontschewa, Klaus Schwabe und Werner Tübke wurden von Hopf porträtiert.
Hopfs Aufnahmen haben einen besonderen Fokus auf die Buch- und Verlagsgeschichte von Leipzig. Bei unzähligen Besuchen unter anderem beim VEB Interdruck Leipzig oder beim E. A. Seemann Verlag hielt er die Verlagsgeschichte der Stadt fest. Seine Aufnahmen geben außerdem Einblick in die schwierige Lage des Buchhandels nach dem Ende der DDR, so beispielsweise mit Aufnahmen der Vernichtung von Remittenden des Leipziger Kommissions- und Großbuchhandles auf der Deponie Kömmlitz 1991.
Hopf hielt darüber hinaus Leipzig auch als Wissenschafts- und Bildungsstandort fest: mit seinen Aufnahmen dokumentierte er die Deutsche Bücherei (heute Deutsche Nationalbibliothek), die Deutsche Zentralbücherei für Blinde (heute Deutsches Zentrum für barrierefreies Lesen) und die Fachschule für Bibliothekare Erich Weinert.

## Buchpublikationen mit Fotografien Hopfs (unvollständig)
- Michael Nitzschke, Gerhard Hopf, Rainer Crummenerl: Leipzig. Brockhaus-Souvenir, Leipzig 1987, ISBN 978-3-325-00112-9
- Christa Jankowiak, Gerhard Hopf: Wanderungen durch den Fläming. Militzke Verlag, Leipzig 1996, ISBN 978-3-86189-024-9
- Ursula Werner-Petsch, Gerhard Hopf: Chemnitz: ein Rundgang durch die Stadt. Militzke Verlag, Leipzig 1992, ISBN 978-3-86189-023-2
- Werner Heiduczek, Gerhard Hopf: Verfall einer Zeit. Verlag Weidlich-Flechsig, Würzburg 1992, ISBN 978-3-8035-1353-3
- Gerhard Hopf, Kurt Rückmann: Von der Steinsburg zur Rhön. Brockhaus Verlag, Leipzig 1990, ISBN 978-3-325-00035-1
- Dieter Zimmer, Gerhard Hopf: Leipzig: Phönix aus Asche. Eulen Verlag, Freiburg im Breisgau 1991, ISBN 978-3-89102-230-6

## Ausstellungen (unvollständig)

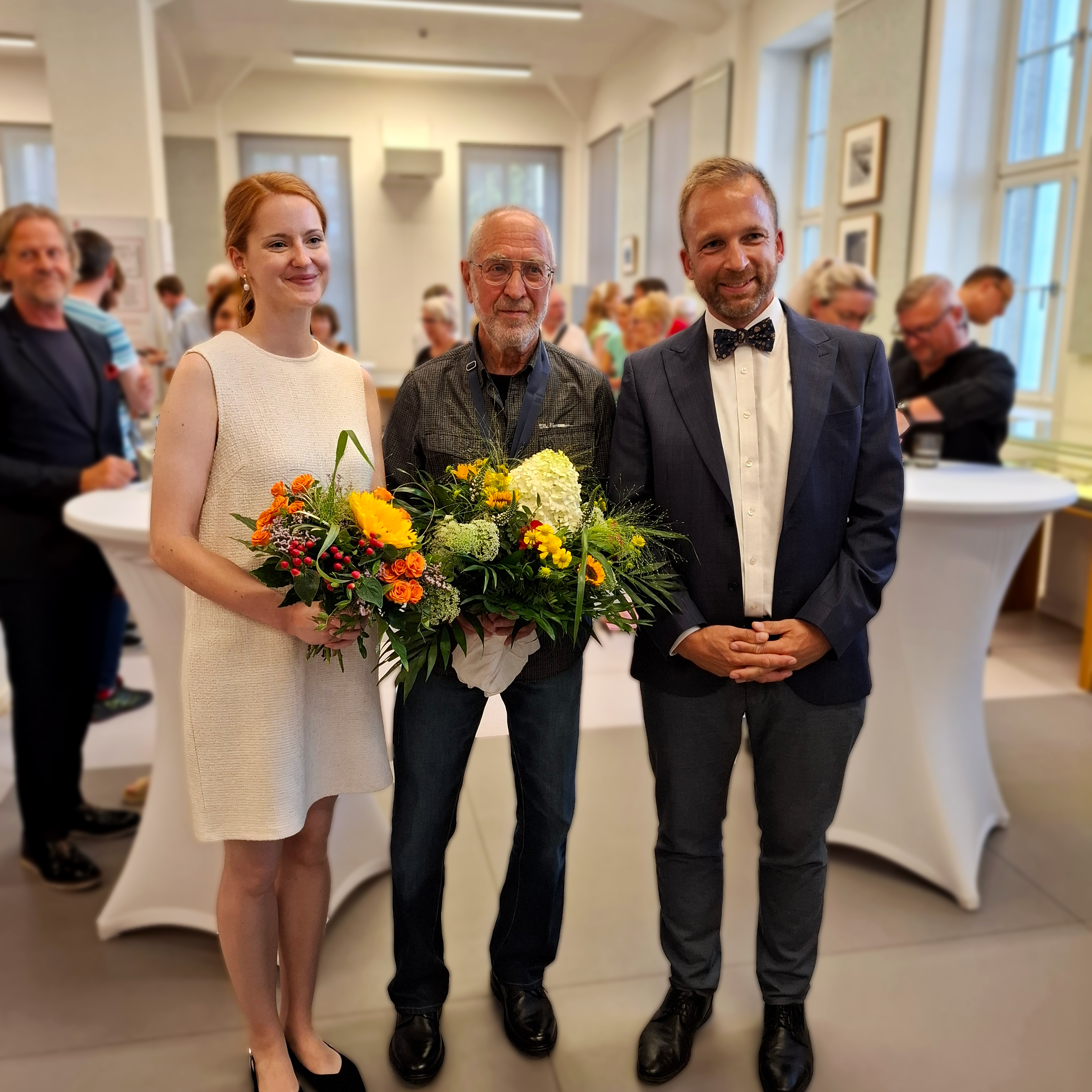
Gerhard Hopf (Mitte) mit Ausstellungskuratorin Lena Angelstein (links) und Stadtarchivleiter Michael Ruprecht (rechts), Leipzig 2024

- 1982: Selbstbildnisse Leipziger Künstler, Leipzig, Museum der Bildenden Künste
- 1982/1983: IX. Kunstausstellung der DDR, Dresden
- 1985: Bezirkskunstausstellung Leipzig
- 1991: Buch und Leser, Untergrundmessehaus Leipzig
- 2009: Wanderausstellung Zwischen den Zeiten, Kunstverein Panitzsch, Bürgerhaus Schkeuditz, Deutsche Botschaft London, Mährisches Landesmuseum Brno, MDR-Zentrale Leipzig, Goethe-Institut Addis Abeba[7]
- 2011: Mein Leipzig vor der Wende, Deutsches Fotomuseum[8]
- 2016: Bilder aus einer Buch-Stadt Leipzig 1971-1991, Haus des Buches Leipzig[9]
- 2024: Kunst und Dokumentation: Fotografien von Gerhard Hopf 1966 bis 1991, Stadtarchiv Leipzig[10]

## Auszeichnungen
- 1968: Sonderpreis Internationaler Pentacon-ORWO Wettbewerb, VEB Filmfabrik Wolfen
- 1971: Ehrenmedaille 1. Zentrale Porträtfotoschau der DDR
- 1971: Goldmedaille der 3. Zentralen Fotoschau der Jugend der DDR
- 1971: Silbermedaille der Welt-Fotoausstellung des Freien Deutschen Gewerkschaftsbundes
- 1972 & 1974: Auszeichnung Fotografia academia der ČSSR
- 1976: Silber-Ehrennadel Kulturbund der DDR, Zentrale Kommission Fotografie
- 1987: Kunstpreis des Deutschen Turn- und Sportbunds